# テッド2
『テッド2』（原題：Ted 2）は、2015年にアメリカ合衆国で製作されたロー・ファンタジーコメディ映画。2012年に製作された映画『テッド』の続編。前作同様にセス・マクファーレンが監督・脚本・製作を務めた。主演も前作同様にマーク・ウォールバーグとマクファーレンが務めている。
日本では前作同様に、字幕版と日本語吹き替え版が全国公開された後、「大人になるまで待てない! バージョン」と称した通常版をファミリー向けに再編集した日本語吹き替え版がPG-12指定で一部劇場で限定公開された。

## ストーリー
前作でロリーと結婚したジョン・ベネットだったが、離婚してしまい意気消沈していた。その半年後、彼の親友で「生きたテディベア」であるテッドが、ガールフレンドのタミ・リンと結婚を果たすところから映画は幕を開ける。
しかし結婚から1年後、テッドとタミ・リンは夫婦喧嘩をこじらせ、仲直りのため子供を儲けることを決めるが、テッドは人形のため、人間の精子提供者を探すことにする。テッドとジョンはサム・J・ジョーンズに頼みに行くが断わられ、トム・ブレイディの家に忍び込んで精子を盗む計画も失敗に終わってしまう。そしてジョンはテッドのために精子を提供することを申し出るが、婦人科の医師からタミ・リンは過去の薬物濫用のため子供を作れないと宣告される。
テッド夫妻は次に養子縁組紹介所へ向かうが、それも断られたうえ、身元調査の過程で、それまで人間同様に扱われていたテッドの法的人権がマサチューセッツ州の当局から否定されてしまい、勤務先のスーパーマーケットからは解雇、銀行口座やクレジットカードやピッツア屋の会員も解約、タミ・リンとの結婚さえも無効とされてしまう。
テッドとジョンはマサチューセッツ州を相手に裁判を起こすため弁護士事務所に相談に行ったところ、「無料でよいから」と姪の見習い弁護士サマンサ・レスリー・ジャクソンを担当に充てられる。人生がかかった大事な裁判だからと一度は断りかけた2人だったが、サマンサもマリファナの常習者であったことで意気投合、裁判に向けて動き出す。
一方、前作でテッドを誘拐したストーカーのドニーは、玩具メーカーのハズブロ社で清掃員をしていた。彼はハズブロの副社長に、「もしテッドが裁判で敗訴すれば人間（攫えば誘拐・殺人）ではなく所有物（攫っても窃盗・器物損壊）にすぎないことになり、テッドを盗んでハズブロに提供し、仕組みを解明して量産すれば大儲けになる」と話を持ち掛ける。ドニーは見返りは量産品1台で良いといい、副社長はその提案を受け、州政府に優秀な弁護士を付けることを約束する。
裁判ではテッドに自己認識や他者を愛する感情があることが確認されたが、製造時にプログラムされた「I love you（日本語吹替版では「だいちゅき」）」と喋る機能の存在が残っていたことが明らかにされ、結果的にテッドは所有物という判決が下る。サマンサは優秀な人権派弁護士パトリック・ミーガンに連絡をとり、テッド、ジョン、サマンサは彼への弁護を頼むためにボストンから車ではるばるニューヨークへと向かうも、テッドやジョンの素行不良・前科を理由に弁護を断られる。
テッドは絶望し、ジョンとサマンサの仲を妬み、2人のもとを離れる。当てもなく町中を歩くテッドは、偶然見かけたコミコンのイベント会場へと入っていき、その跡を彼を狙うドニーが付け狙う。コミコンの会場で「ラファエロ」の着ぐるみを着たドニーはテッドを誘拐しようとし、テッドはジョンに電話で助けを呼ぶ。
テッドがドニーに捕えられ、危うく解体されそうになったところでジョンとサマンサが駆けつけ救い出す。3人が和解して帰ろうとしたとき、ドニーが会場の天井にぶら下がっていたエンタープライズ号の巨大模型でテッドを轢こうとする。ジョンがテッドを押し倒して助けるが、自分が巨大模型に跳ね飛ばされ、展示物のビジョンの下敷きになってしまう。警備員が駆け付け、テッドはドニーを探し出し、彼は逮捕される。ジョンは意識を失うが、テッドはそばでひたすら彼の名を呼び続け、その模様はテレビでも生中継されていた。
意識不明のままジョンは病院に運び込まれ、一度は心停止に陥るが無事蘇生し、医師と共謀してテッドらに死んだと思わせ驚かす。喜ぶ彼らのもとに、一度は弁護を断ったミーガンが現れ、テッドを助けようとしたジョンの献身やその直後のテッドの姿に感銘を受け、弁護を引き受けることにしたと申し出る。ミーアンは裁判で、自己認識に加え、コミコンの事件のテレビ放映から、「テッドが複合感情を理解し、共感する能力をもつことは明らかである」と主張し、前回の判決は覆され、テッドは勝訴する。
法廷の外で、記者にコメントを求められたテッドは、タミ・リンに再びプロポーズする。テッドは「クラバーラング」の姓を名乗ることにし、再び結婚、養子に迎えた男の子の赤ん坊にアポロ・クリード・クラバーラングと名付ける。ジョンはその子に、テディベアをプレゼントする。テッドも親としてオムツ交換をするようになり、便の付いたオムツをジョンに投げつけフェイスブックに投稿した。

## キャスト
テッド
声 - セス・マクファーレン、日本語吹き替え - 有吉弘行
前作で命の宿ったテディベア。職場で出会ったタミ・リンと結婚したが、一年を経て夫婦仲に陰りが出来はじめたことから、父親になる夢を持つ。
ぬいぐるみなので精巣は無く、アーティストの精子で強い子を作ろうと考えたが、結局ジョンの精子を用いることとなった。
ジョン・ベネット
演 - マーク・ウォールバーグ、日本語吹き替え - 咲野俊介
テッドの親友。テッドの「父親になりたい」という夢を叶えるべく奔走する。なお、本作開始前にて前作で結ばれたロリーとは価値観の違いからお互いの為を思い離婚。そのショックから立ち直れず、テッドの結婚式でも自身の結婚式のことが頭に浮かんでしまい楽しめずにいた。
病院で精子サンプルの棚をひっくり返してしまい、精子まみれになりテッドからフェイスブック投稿されてしまう。
サマンサ・レスリー・ジャクソン
演 - アマンダ・セイフライド、日本語吹き替え - 清水理沙
テッドを担当することになった見習い弁護士。26歳でブロンドの幼そうな女性。テッドに「裁判で急にレリゴーを歌われたら困る」と一度帰られかけたが、ジョンとテッドの目の前で急にマリファナを吸い出して、2人が一気に気が変わり「よろしくお願いします」「気が合いそう」と言わしめ、本人は「ごめんなさい ちょっと今日は頭が痛くて（禁断症状が出ている）」と語り、さすがのテッドに「僕も20秒前から（状況が飲み込めなくて）頭が痛いよ」と呆れられた。
男性器型のパイプを持っており、我慢できなくなったテッドはそれを用いてしまい、ジョンからお返しにフェイスブック投稿される。テッドからは「ゴラム」呼ばわりされる。
タミ・リン・マッカファーティー
演 - ジェシカ・バース、日本語吹き替え - 小島幸子
テッドの妻。前作でテッドが初めて就職したスーパーの同僚だった。過去に使用した薬物により卵巣が荒れており、妊娠が不可能だと分かるが、裁判勝訴後は養子縁組で子供を授かった。
ドニー
演 - ジョヴァンニ・リビシ、日本語吹き替え - 落合弘治
テッドのストーカー。前作でぬいぐるみ誘拐の罪で逮捕されるも、あまりにも罪状が馬鹿馬鹿しいとの判断で不起訴処分となった。本作ではテッドの製造元であるハズブロ社に清掃員として就職。テッドのような生きたぬいぐるみの大量生産をジェサップに持ちかけ、テッドの敗訴を画策する。
パトリック・ミーガン
演 - モーガン・フリーマン、日本語吹き替え - 坂口芳貞
サマンサが奥の手として弁護を依頼したベテラン弁護士。テッドの弁護を依頼するも、テッドとジョンの経歴の悪さやテッド自身が社会に貢献していないことを理由に弁護の依頼を断る。
シェップ・ワイルド
演 - ジョン・スラッテリー、日本語吹き替え - 大塚芳忠
裁判で負け知らずのベテラン弁護士。テッドの裁判の際、ジェサップの依頼を受けマサチューセッツ州側の弁護を務める。
ガイ
演 - パトリック・ウォーバートン、日本語吹き替え - 立木文彦
ジョンの同僚でホモセクシャル。
リック
演 - マイケル・ドーン、日本語吹き替え - 銀河万丈
ガイの恋人。料理人でガイ曰く「舌遣いがうまい」らしい。またコミコンではガイとともに参加者にちょっかいをかけていた。
フランク
演 - ビル・スミトロヴィッチ、日本語吹き替え - 飯塚昭三
テッドとタミ・リンが務めるスーパーの店長。
ジョイ
演 - ココア・ブラウン、日本語吹き替え - 神代知衣
テッドの仕事仲間の黒人女性。テッドに夫婦の仲を修復するためには子供を持つことが必要だということを教えた。タミがテッドが差別を受けていると悲しむと「仕方ない事よ。私の祖先もアフリカにいた時に川で洗濯をしていたら白人に誘拐されて奴隷にされたんだから」と一族の壮絶な人生をさらりと明かし、テッドに「歴史の生き証人」と驚かれた。
トム・ジェサップ
演 - ジョン・キャロル・リンチ、日本語吹き替え - 岩崎ひろし
ハズブロ社の副社長。ドニーと共謀して生きたテッドの大量生産を画策する。ジョンたちに見つかったあとは「無関係」だとドニーからあっさり立ち去る。
裁判長
演 - ロン・カナダ、日本語吹き替え - 屋良有作
テッドが起こした裁判の裁判長。生真面目で実直な人間だが、陳述中に歌唱したテッドのノリに合わせるユーモアも持ち合わせている。
アリソン
演 - ジェシカ・ゾア、日本語吹き替え - ちふゆ
テッドとジョンの行き付けのバーの店員。ジョンに好意を寄せている。
おもちゃのテッド
声 - タラ・ストロング、日本語吹き替え - 釘宮理恵
コミコンで並んだおもちゃのテッドたち。ドニーの作戦で動くテッドを見つけてしまう。
サム・J・ジョーンズ
演 - 本人、日本語吹き替え - 羽佐間道夫
テッド、ジョンと親交が深く序盤でテッドとタミ・リンの結婚式の神父を務めたほか、テッドのために精子を分けてくれるように頼まれるも、コカインの過剰摂取で精子が一つしか泳いでいないことを明かし、提供を断り、その後テッドからのはらいせにわざとではないが愛車のクライスラー・セブリングの窓を破壊され、防犯ブザーを鳴らしてしまう。その後、コミコンで再会したジョンに復讐をしようと大乱闘を繰り広げる。
トム・ブレイディ
演 - 本人、日本語吹き替え - 金城大和
ジョンの憧れのアメフトのスター選手。ジョンとテッドを始め、夜中に精子を狙われる被害に遭っている。
医師1
演 - デニス・ヘイスバート、日本語吹き替え - 福田信昭
タミ・リンが妊娠できないことを宣告した医師。
養子縁組紹介所の職員
演 - ナナ・ヴィジター
養子縁組を希望するテッド夫婦が訪れた紹介所の職員。人権がないテッドに、その危険性を警告する。
タラン・キラム
演 - 本人
ジミー・キンメル
演 - 本人
ジェイ・レノ
演 - 本人、日本語吹き替え - 遠藤純一
バーのトイレで男を襲っている。日本版では字幕で「←ジェイ・レノ」と紹介されていた。
ケイト・マッキノン
演 - 本人
ボビー・モイニハン
演 - 本人
謎の渋男
演 - リーアム・ニーソン、日本語吹き替え - 石塚運昇
テッドの勤めるスーパーに何故か子供用のシリアルを買いに訪れた謎の人物。
シリアルが子供用であるにも関わらず自分が買っても問題ないかをテッドに尋ねたり、購入前にツケを払おうとしたりと不可解な行動が目立っていた。
購入後は「この恩は忘れない」と言葉を残すが、テッドは「できれば忘れて欲しい」と返した。エンドロール後のシーンにも登場し、なぜかズタボロの姿で再びスーパーを訪れ、ゆがんだシリアルを返品しそのまま去っていった。
ナレーター
声 - パトリック・スチュワート、日本語吹き替え - 富田耕生

## スタッフ
- 監督 - セス・マクファーレン
- 脚本 - セス・マクファーレン、アレック・サルキン、ウェルズリー・ワイルド（英語版）
- 製作 - ジェイソン・クラーク、ジョン・ジェイコブス、セス・マクファーレン、スコット・ステューバー
- 製作総指揮 - アレック・サルキン、ウェルズリー・ワイルド
- 音楽 - ウォルター・マーフィー（英語版）
- 撮影 - マイケル・バレット（英語版）
- 編集 - ジェフ・フリーマン

### 日本語版スタッフ
- 翻訳 - 税田春介
- 翻訳監修 - 町山智浩
- 演出 - 宇出喜美
- 日本語版制作 - ニュージャパンフィルム

## 製作
2012年、セス・マクファーレンはサンディエゴ・コミコンの『アメリカン・ダッド』の会見で『テッド』の続編製作を発表した。同年9月には、NBCユニバーサルCEOのスティーヴ・バークマンが、『テッド』の続編について「可能な限り早く製作するつもりだ」と発言した。2013年1月にマーク・ウォールバーグは、トーク番組『Anderson Live』で続編の製作を明言し、テッドと共に第85回アカデミー賞に登場することを発表した。同年10月2日に、『テッド2』が2015年6月26日に公開されることが発表された。
当初の脚本ではテッドとジョンがアメリカに壺を密輸するという物語だったが、プロットが『なんちゃって家族』と似ていたため没となり、ジョン・ジェイクスの小説『North and South』とドレッド・スコット対サンフォード事件で自由を求めて闘ったドレッド・スコットをイメージした内容に変更された。また、前作でミラ・クニスが演じたロリー・コリンズも続編に登場する予定だったが、脚本が変更され法廷闘争が舞台となり、物語をリードする女性弁護士がヒロインとして必要になったため、彼女の出番がなくなった。
2014年2月14日、アマンダ・サイフリッドがヒロイン役に起用された。同年6月17日には、ジェシカ・バースが前作に引き続きタミ・リン役を演じることが判明した。また、8月から8月にかけて、パトリック・ウォーバートンの続投と、新キャストとしてモーガン・フリーマン、ナナ・ヴィジター、マイケル・ドーン、デニス・ヘイスバート、リーアム・ニーソン、ジョン・スラッテリーの出演が判明した。主要撮影は2014年7月28日から11月13日にかけて行われた。

## 評価
Rotten Tomatoesには189件のレビューが寄せられ、支持率46%、平均評価5.3/10となっており、「『テッド2』はマーク・ウォールバーグとセス・マクファーレンを再会させ、肉体的・精神的なユーモアを提供します。これは前作のように、面白さは観客の許容度に依存しています」と批評されている。Metacriticでは48/100点となっており、CinemaScoreでは「B+」評価となっている。
ジェームズ・ベラーディネリは四つ星満点中二つ星を与え、「『テッド2』を面白くないと言うことはできません。ストーリーの流れには飽きましたが、時折笑うことができました」と批評した。アリゾナ・リパブリックのビル・グッドコーンツは、「映画はほとんどのマクファーレン作品と同様に、時折笑い声をあげる瞬間が存在する。彼が意図していたよりも多くの笑いを誘う」と評価した。USAトゥデイのブライアン・トルットは四つ星満点中二つ星を与え、「マクファーレン、サルキン、ワイルドの三人は良い脚本を書きましたが、それは全てのコメディ要素を描く物語の中で最も薄いものでした」と批評した。The Star-Ledgerのスティーブン・ウィティーは四つ星満点中一つ星半を与え、「マクファーレンは、ノートパソコンのFキーを押せば、簡単なジョークを書けます。そのいくつかは面白いですが、そのほとんどは報われていません」と批評した。
サンフランシスコ・クロニクルのミック・ラサールは四つ星満点中三ツ星を与え、「マクファーレンは冷笑的ですが、『テッド2』は穏やかで楽しいエンターテインメントの憧れを感じさせます」と評価した。シアトル・タイムズのソレン・アンダーソンは四つ星満点中二つ星を与え、「コメディと真剣さ。洗練された監督なら、二つの要素を上手く融合させることが出来たかも知れません。しかし、粗野なマクファーレンには、その能力はありませんでした」と批評した。

## ノミネート
| 映画賞                         | 部門                         | 対象                                    | 結果       | 出典   |
| ------------------------------ | ---------------------------- | --------------------------------------- | ---------- | ------ |
| AACTA賞                        | 特殊効果賞                   | グレン・メレンホースト イェーケ・マホア | ノミネート | [ 36 ] |
| ピープルズ・チョイス・アワード | コメディ部門                 | テッド2                                 | ノミネート | [ 37 ] |
| MTVムービー・アワード          | ビジュアル・パフォーマンス賞 | セス・マクファーレン                    | ノミネート | [ 38 ] |
| サターン賞                     | ファンタジー映画賞           | テッド2                                 | ノミネート | [ 39 ] |

## 企業・CMのコラボレーション
健康コーポレーション「RIZAP」
2016年、テッドが「RIZAP」のCMキャラクターとして出演し、テッド2とコラボレーションしている。

## テレビ放送
| 回数 | テレビ局   | 番組名（放送枠名） | 放送日            | 放送時間    | 放送分数 | 視聴率 | 備考                      |
| ---- | ---------- | ------------------ | ----------------- | ----------- | -------- | ------ | ------------------------- |
| 1    | 日本テレビ | 映画天国           | 2020年3月17日(火) | 1:59 - 3:59 | 120分    | 1.4%   | 地上波初放送 関東ローカル |
| 2    | テレビ東京 | サタ☆シネ          | 2022年6月19日(日) | 3:15 - 5:00 | 105分    | 0.5%   | 関東ローカル              |

- 視聴率はビデオリサーチ調べ、関東地区・世帯・リアルタイム。

## 続編の可能性
トゥデイが2015年10月27日に行ったインタビューの中で、マクファーレンはテッド３を製作する可能性を否定せず、「何も決まっていないけれど、映画版のテッドとは距離を置きたいんだ。だから新たな作品の可能性はあるけれど、これからすぐのプランはないよ」と話した。